# 博恩格拉本河 (卡爾河支流)
50°04′51″N 9°09′17″E / 50.080833°N 9.154601°E

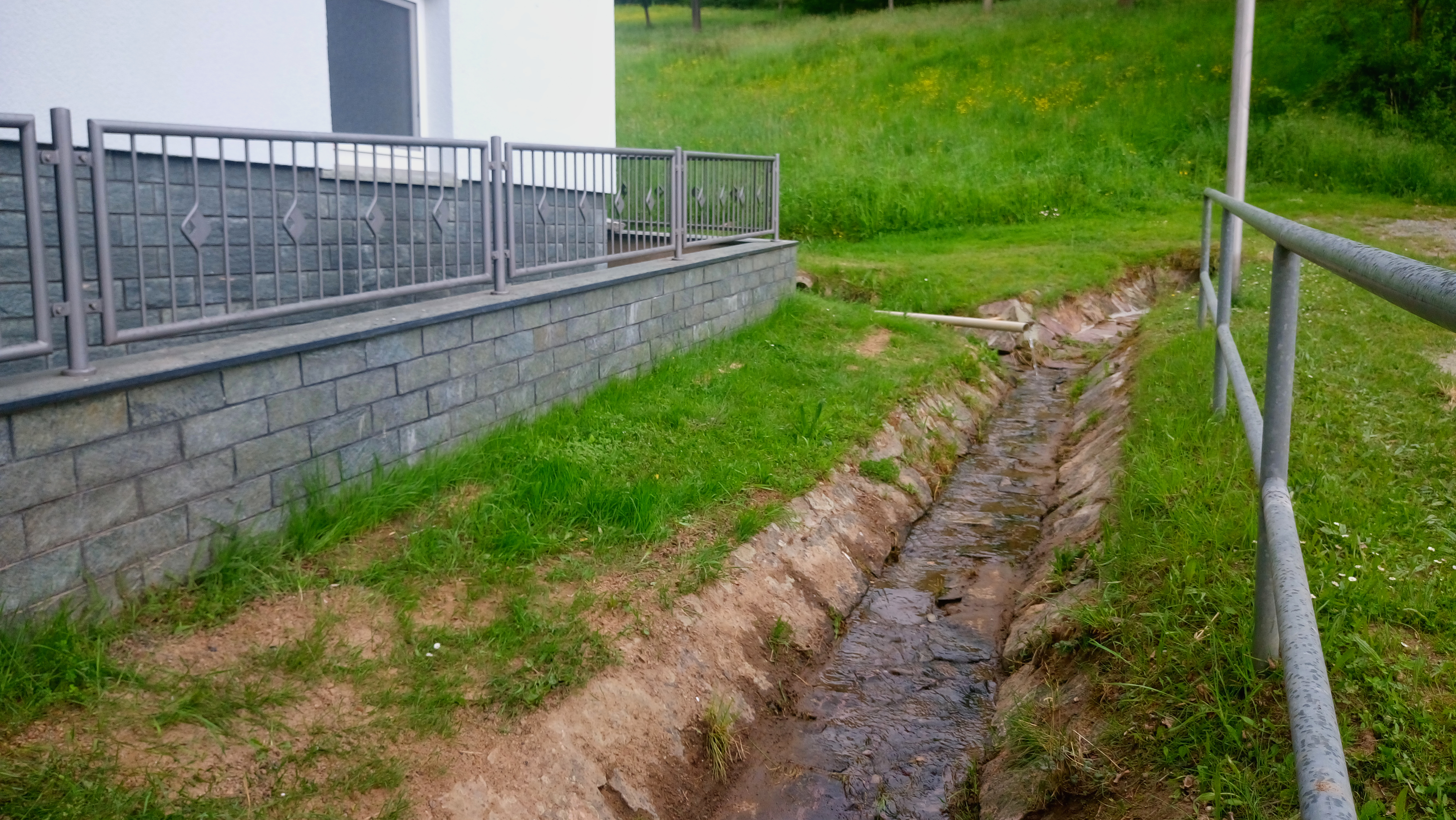

博恩格拉本河（德語：Borngraben），是德國的河流，位於該國東南部，由巴伐利亞負責管轄，屬於卡爾河的右支流，河道全長0.8公里，流域面積0.5平方公里。